# Reii
Les Reii sont un peuple gaulois de la Gaule narbonnaise première, chez les Albiques, et qui avait pour chef-lieu Alebaece Reiorum Apollinarium (aujourd'hui Riez).

## Histoire

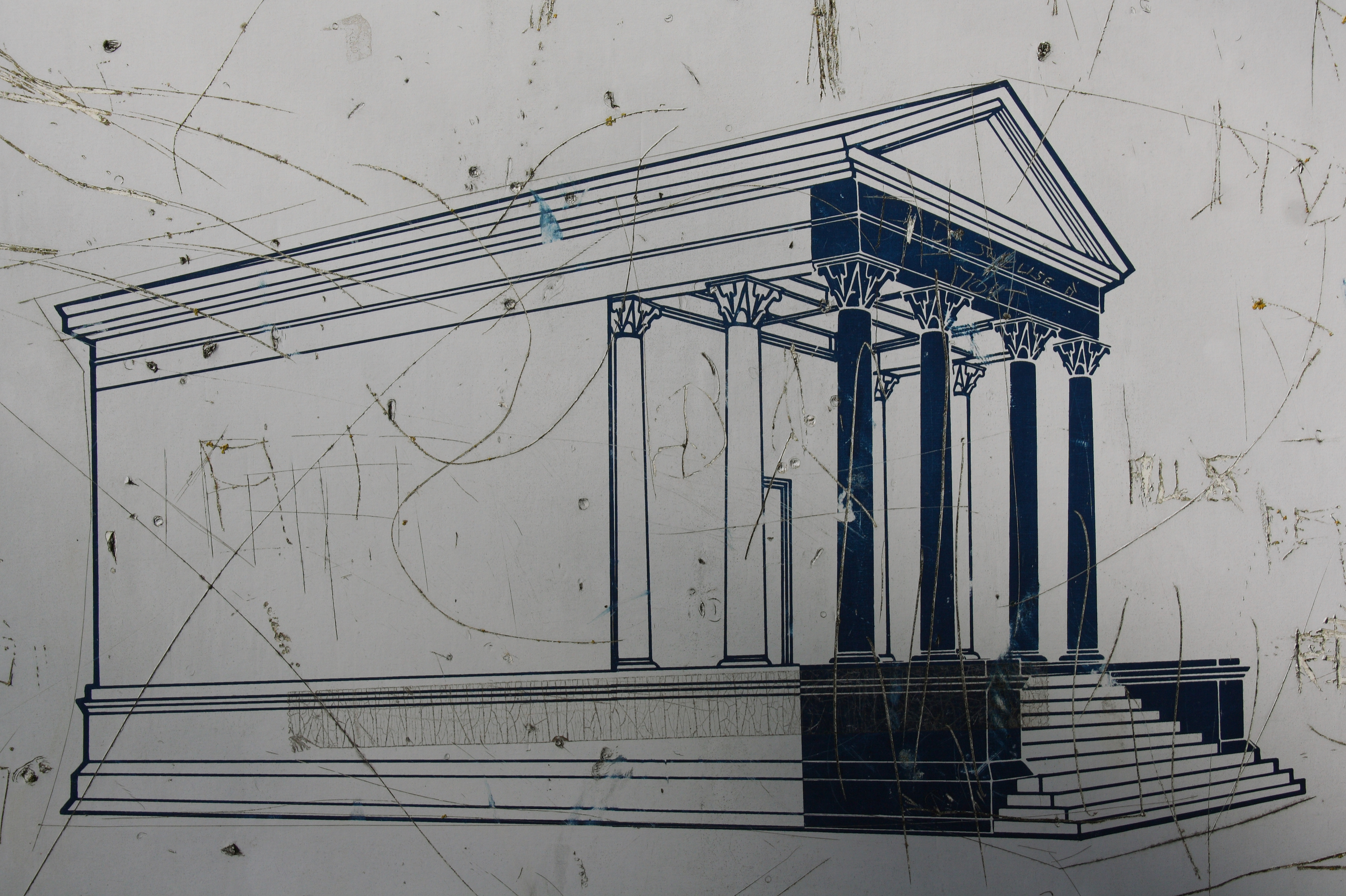
Reconstitution du temple d'Apollon à Riez

Leur nom est interprété par Xavier Delamarre comme signifiant « Les Libres ».